# 武蔵野郵便局
武蔵野郵便局（むさしのゆうびんきょく）は、東京都武蔵野市にある郵便局。民営化前の分類では集配普通郵便局だった。

## 概要
住所：〒180-8799 東京都武蔵野市西久保3-1-26
電話番号：0422-53-4444

### 併設施設
- ゆうちょ銀行武蔵野店（本店武蔵野出張所）：取扱店番号011970

## 沿革
- 1925年（大正14年）3月26日 - 吉祥寺郵便局（三等）として開局[1]。
- 1927年（昭和2年）12月1日 - 郵便物集配事務を開始[2]。
- 1937年（昭和12年）11月1日 - 等級を三等から二等に改定[3]。
- 1947年（昭和22年）11月3日 - 武蔵野郵便局に改称[4]。
- 1964年（昭和39年）5月11日 - 新設の三鷹郵便局に三鷹市内の集配業務を移管。
- 1968年（昭和43年）10月 - 局舎新築落成[5]。
- 1993年（平成5年）7月1日 - 外国通貨の両替および旅行小切手の売買に関する業務の取扱を開始。
- 2007年（平成19年）10月1日 - 民営化に伴い、併設された郵便事業武蔵野支店、ゆうちょ銀行武蔵野店に一部業務を移管。
- 2012年（平成24年）10月1日 - 日本郵便株式会社の発足に伴い、郵便事業武蔵野支店を武蔵野郵便局に統合。
- 2016年（平成28年）7月25日 - ゆうゆう窓口の24時間営業を廃止。

## 取扱内容

### 武蔵野郵便局
- 郵便、印紙、ゆうパック、内容証明
- 生命保険、バイク自賠責保険、自動車保険、がん保険、引受条件緩和型医療保険
- 武蔵野市内の集配業務
- ゆうゆう窓口

### ゆうちょ銀行武蔵野店
- 貯金、貸付、為替、振替、振込、国際送金、外貨両替、国債、投資信託、変額年金保険
- ATM

## 周辺
- 成蹊大学
- 武蔵野市民文化会館（ARTE）
- 武蔵野警察署

## アクセス
- JR中央本線 三鷹駅（北口）から徒歩約15分
- 関東バス 三鷹武蔵野保健所前停留所、もしくは西久保二丁目停留所下車
- 中央自動車道 調布ICから北東へ、もしくは首都高新宿線 高井戸出入口から北西へそれぞれ約7km
- 関越自動車道 練馬ICもしくは東京外環自動車道 大泉ICから南西へ約7.5km
- 駐車場あり：13台